# The Fiery Priest
The Fiery Priest (hangul: 열혈사제; rr: Yeolhyeolsaje) é uma telenovela sul-coreana exibida pela SBS de 15 de fevereiro 2019 a 27 de dezembro de 2024, estrelada por Kim Nam-gil, Kim Sung-kyun, Lee Hanee, Go Joon e Geum Sae-rok. É o primeiro drama a ser exibido nas sextas e sábados da SBS.
Yeolhyeolsaje é uma das minisséries mais bem avaliadas que foram exibidas em 2019.

## Enredo
Após a misteriosa morte de um padre idoso, um padre (Kim Nam-gil), um detetive (Kim Sung-kyu) e um promotor (Lee Hanee) juntam forças para resolver o caso.

## Elenco

### Elenco principal
- Kim Nam-gil como Kim Hae-il
  - Moon Woo-jin como Kim Hae-il (jovem)
- Kim Sung-kyun como Goo Dae-young
- Lee Hanee como Park Kyung-sun
- Go Joon como Hwang Cheol-bum
- Geum Sae-rok como Seo Seung-ah

### Elenco de apoio

#### Cartel local
- Jeong Young-ju como Jung Dong-ja
- Kim Hyung-mook como Kang Seok-tae
- Jung In-gi como Nam Suk-goo
- Han Gi-jung como Park Won-moo
- Lee Moon-sik como Ki Yong-moon
- Kim Won-hae como Vladimir Gojayev

#### Pessoas na catedral e crentes
- Jung Dong-hwan como Lee Young-joon
- Jeon Sung-woo como Han Sung-kyu
- Baek Ji-won como Kim In-kyung
- Ahn Chang-hwan como Ssongsak
- Go Kyu-pil como Oh Yo-han
- Yoon Joo-hee como Bae Hee-jung

#### Pessoas na delegacia
- Shin Dam-soo como Lee Myung-soo
- Jeon Jeong-gwan como Heo Lig-gu
- Ji Chan como Na Dae-gil
- Kim Kwan-mo como Kim Kyung-ryul

#### Outros
- Kim Min-jae como Lee Jung-gwon
- Lee Je-yeon como Kim Hoon-suk
- Eum Moon-suk como Jang-ryong
- Kim Joon-ha como coroinha
- Lim Seung-min como coroinha
- Ok Ye-rin como Lim Ji-eun
- Young Ye-na como Hyun-joo
- Jo Ah-in como Eun-ji
- Choi Kwang-je como Anton
- Jung Jae-kwang como Kim Keon-yong
- Jeon Eun-mi como gerente da Wangmat Foods
- Heo Jae-ho como Gi Hong-chan
- Kang Un
- Lee Gyu-ho como Choco
- Cha Chung-hwa como Ahn Dul-ja
- Yoo Kyung-ah como freira
- Song Young-hak como ex-detetive

### Aparições especiais
- Lee Young-bum como o padre Kang "Matthew" (Ep. 1-2)
- Lee Ki-young como Oh Jung-kook (Ep. 6, 33–34)
- Hwang Bum-shik como o pai de Kyung-sun (Ep. 16)
- Jung Shi-ah como crente em Maegakkyo (Ep. 19)
- Kim Jong-goo como Kim Jong-chul
- Yoo Seung-mok como Oh Kwang-du (Ep. 30–31)
- Jang Ye-won como locutor de notícias
- Kwon Hyeok-soo como Presidente da República da Coreia
- Kim Hong-fa como Lee Seok-yoon (Ep. 40)
- Byun Joo-eun como Kim Geom-sa
- Park Eun-kyung como locutor
- Kim Won-gi como promotor
- Bang Jun-ho como gerente de planejamento

## Trilha sonora

### Parte 1
| Lançado em 22 de fevereiro de 2019 |                                          |                |         |  |
| N.º                                | Título                                   | Artista        | Duração |  |
| 1.                                 | "Our Neighbourhood HERO" (우리동네 HERO) | Norazo         | 3:11    |  |
| 2.                                 | "Our Neighbourhood HERO" (Inst.)         |                | 3:11    |  |
| Duração total:                     | Duração total:                           | Duração total: | 6:22    |  |

### Parte 2
| Lançado em 8 de março de 2019 |                  |                    |         |  |
| N.º                           | Título           | Artista            | Duração |  |
| 1.                            | "Breeze"         | Punch (feat. Gree) | 3:53    |  |
| 2.                            | "Breeze" (Inst.) |                    | 3:53    |  |
| Duração total:                | Duração total:   | Duração total:     | 7:46    |  |

### Parte 3
| Lançado em 29 de março de 2019 |                   |                           |         |  |
| N.º                            | Título            | Artista                   | Duração |  |
| 1.                             | "Fighter"         | Jung Dong-ha (feat. La.Q) | 2:56    |  |
| 2.                             | "Fighter" (Inst.) |                           | 2:56    |  |
| Duração total:                 | Duração total:    | Duração total:            | 5:52    |  |

### Parte 4
| Lançado em 5 de abril de 2019 |                    |                            |         |  |
| N.º                           | Título             | Artista                    | Duração |  |
| 1.                            | "Paradise"         | Chin Chilla (feat. Ga Eun) | 2:52    |  |
| 2.                            | "Paradise" (Inst.) |                            | 2:52    |  |
| Duração total:                | Duração total:     | Duração total:             | 5:44    |  |

### Parte 5
| Lançado em 12 de abril de 2019 |                |                |         |  |
| N.º                            | Título         | Artista        | Duração |  |
| 1.                             | "Joy"          | Andy Platts    | 3:54    |  |
| 2.                             | "Joy" (Inst.)  |                | 3:54    |  |
| Duração total:                 | Duração total: | Duração total: | 7:48    |  |

### Parte 6
| Lançado em 19 de abril de 2019 |                   |                |         |  |
| N.º                            | Título            | Artista        | Duração |  |
| 1.                             | "Victory"         | Kim Yeon-ji    | 2:54    |  |
| 2.                             | "Victory" (Inst.) |                | 2:54    |  |
| Duração total:                 | Duração total:    | Duração total: | 5:48    |  |

## Classificações
- Na tabela abaixo, os números azuis representam as audiências mais baixas e os números vermelhos representam as audiências mais elevadas.
- N/A indica que a classificação não é conhecida.

| Episódio | Data de transmissão     | Título                                              | Audiência média | Audiência média              | Audiência média |
| Episódio | Data de transmissão     | Título                                              | AGB Nielsen     | AGB Nielsen                  | TNmS            |
| Episódio | Data de transmissão     | Título                                              | Em todo o país  | Região Metropolitana de Seul | Em todo o país  |
| -------- | ----------------------- | --------------------------------------------------- | --------------- | ---------------------------- | --------------- |
| 1        | 15 de fevereiro de 2019 | A Priest in Trouble                                 | 10.4% (9th)     | 11.6% (7th)                  | 9.3%            |
| 2        | 15 de fevereiro de 2019 | Hae Il Moves to Gudam                               | 13.8% (4th)     | 15.6% (3rd)                  | 11.9%           |
| 3        | 16 de fevereiro de 2019 | Hae Il Meets Cheol Bum                              | 8.6% (14th)     | 9.5% (12th)                  | 7.4%            |
| 4        | 16 de fevereiro de 2019 | Father Lee's Death                                  | 11.2% (9th)     | 12.6% (9th)                  | 9.1%            |
| 5        | 22 de fevereiro de 2019 | Hae Il Investigates the Death of Father Lee         | 12.8% (5th)     | 14.7% (3rd)                  | 11.0%           |
| 6        | 22 de fevereiro de 2019 | The Case Gets Closed                                | 16.2% (2nd)     | 18.5% (1st)                  | 13.3%           |
| 7        | 23 de fevereiro de 2019 | The Church Gets Desolate                            | 13.0% (4th)     | 14.8% (4th)                  | 11.1%           |
| 8        | 23 de fevereiro de 2019 | A Cooperative Investigation                         | 15.7% (3rd)     | 18.0% (3rd)                  | 13.4%           |
| 9        | 1 de março de 2019      | Cooperative Investigation Begins                    | 14.0% (4th)     | 15.9% (3rd)                  | 11.9%           |
| 10       | 1 de março de 2019      | Hae Il Investigates On His Own                      | 17.2% (2nd)     | 19.5% (1st)                  | 14.3%           |
| 11       | 2 de março de 2019      | Hae Il And Seung Ah Find The Witnesses              | 13.1% (4th)     | 15.0% (4th)                  | 10.4%           |
| 12       | 2 de março de 2019      | Dae Young's Old Partner                             | 16.0% (3rd)     | 18.2% (3rd)                  | 12.8%           |
| 13       | 8 de março de 2019      | Kyeong Seon Meets Dong Ja                           | 15.3% (4th)     | 17.1% (3rd)                  | 11.9%           |
| 14       | 8 de março de 2019      | The Corrupt Food Service Company                    | 17.7% (2nd)     | 19.7% (1st)                  | 14.2%           |
| 15       | 9 de março de 2019      | To Tame A Fighting Dog                              | 12.5% (5th)     | 14.6% (4th)                  | 10.8%           |
| 16       | 9 de março de 2019      | Raid Wangmat Foods                                  | 16.1% (3rd)     | 18.3% (3rd)                  | 13.7%           |
| 17       | 15 de março de 2019     | Hae Il Reports The Bribery Case                     | 15.4% (4th)     | 17.4% (3rd)                  | 11.5%           |
| 18       | 15 de março de 2019     | Kyeong Seon Is Back                                 | 17.5% (2nd)     | 19.5% (2nd)                  | 13.7%           |
| 19       | 16 de março de 2019     | A New Lead Comes Up                                 | 14.2% (4th)     | 15.7% (4th)                  | 12.0%           |
| 20       | 16 de março de 2019     | A Covert Infiltration                               | 18.1% (3rd)     | 20.3% (3rd)                  | 14.3%           |
| 21       | 22 de março de 2019     | Escape from the Villa                               | 14.6% (3rd)     | 16.5% (3rd)                  | 12.3%           |
| 22       | 22 de março de 2019     | Save Him                                            | 17.2% (2nd)     | 19.0% (1st)                  | 14.9%           |
| 23       | March 23, 2019          | Hae Il's Past Is Revealed                           | 14.8% (4th)     | 16.7% (4th)                  | 12.6%           |
| 24       | March 23, 2019          | Hae Il Saves Kyeong Seon                            | 17.9% (3rd)     | 19.6% (3rd)                  | 15.5%           |
| 25       | 29 de março de 2019     | Break-In to Kyeong Seon's House                     | 15.3% (3rd)     | 17.4% (3rd)                  | 11.9%           |
| 26       | 29 de março de 2019     | Kyeong Seon Cooperating with Hae Il                 | 18.5% (2nd)     | 20.9% (1st)                  | 14.6%           |
| 27       | 30 de março de 2019     | Hae Il and Kyeong Seon Devising a Scheme            | 15.6% (4th)     | 17.4% (4th)                  | 14.0%           |
| 28       | 30 de março de 2019     | Kyeong Seon and Seung Ah Entering the Lair of Anton | 18.2% (3rd)     | 19.8% (3rd)                  | 16.1%           |
| 29       | 5 de abril de 2019      | Scheme to Find out the Owner of Rising Moon         | 15.5% (3rd)     | 17.7% (3rd)                  | 13.0%           |
| 30       | 5 de abril de 2019      | The Secret of Sister Kim                            | 19.8% (2nd)     | 22.2% (1st)                  | 16.9%           |
| 31       | 6 de abril de 2019      | Let Me Teach You A Lesson                           | 17.7% (4th)     | 19.9% (4th)                  | 15.7%           |
| 32       | 6 de abril de 2019      | Father Kim, Go to Argentina                         | 19.4% (3rd)     | 21.6% (2nd)                  | 17.3%           |
| 33       | 12 de abril de 2019     | Scheme to Sneak in the Safe                         | 16.2% (3rd)     | 18.6% (3rd)                  | —               |
| 34       | 12 de abril de 2019     | The Safe and People Locked in There                 | 20.3% (1st)     | 22.8% (1st)                  | —               |
| 35       | 13 de abril de 2019     | Cheol Bum Suggests To Hae Il For A Cooperation      | 17.2% (4th)     | 18.9% (4th)                  | —               |
| 36       | 13 de abril de 2019     | Father Han Trying To Persuade Dong Ja               | 20.0% (3rd)     | 22.1% (2nd)                  | —               |
| 37       | 19 de abril de 2019     | Father Han Falling into a Critical Condition        | 16.7% (3rd)     | 18.4% (2nd)                  | 14.6%           |
| 38       | 19 de abril de 2019     | The Truth of Father Lee's Death                     | 20.3% (1st)     | 22.2% (1st)                  | 18.1%           |
| 39       | 20 de abril de 2019     | Showdown                                            | 18.6% (4th)     | 21.1% (4th)                  | 15.9%           |
| 40       | 20 de abril de 2019     | Unexpected Visit                                    | 22.0% (3rd)     | 24.7% (1st)                  | 18.5%           |
| Average  | Average                 | Average                                             | 16.1%           | 18.1%                        | —               |

## Prêmios e indicações
| Ano  | Prémio                                | Categoria                                | Indicação                    | Resultado | Ref.  |
| ---- | ------------------------------------- | ---------------------------------------- | ---------------------------- | --------- | ----- |
| 2019 | 55th Baeksang Arts Awards             | Melhor ator                              | Kim Nam-gil                  | Indicado  | [ 6 ] |
| 2019 | 14th Seoul International Drama Awards | Excelente drama coreano                  | Yeolhyeolsaje                | Venceu    |       |
| 2019 | 14th Seoul International Drama Awards | Melhor ator                              | Kim Nam-gil                  | Venceu    |       |
| 2019 | 12th Korea Drama Awards               | Melhor drama                             | Yeolhyeolsaje                | Indicado  | [ 7 ] |
| 2019 | 12th Korea Drama Awards               | Melhor roteiro                           | Park Jae-bum                 | Indicado  | [ 7 ] |
| 2019 | 12th Korea Drama Awards               | Prêmio estrela do ano                    | Go Joon                      | Venceu    | [ 7 ] |
| 2019 | 12th Korea Drama Awards               | Prêmio de personagem popular (Masculino) | Ahn Chang-hwan               | Venceu    | [ 7 ] |
| 2019 | 32nd Grimae Awards                    | Melhor ator                              | Kim Nam-gil                  | Venceu    | [ 8 ] |
| 2019 | 32nd Grimae Awards                    | Melhor filme (Drama)                     | Yoon Dae-young, Park Jong-ki | Venceu    | [ 8 ] |